# Olusoji Fasuba
Olusoji Adetokunbo Fasuba (Sapele, 9 juli 1984) is een Nigeriaanse sprinter. Op de 100 m is hij drievoudig Afrikaans en Nigeriaans kampioen. Op de 60 m werd hij eenmaal wereldindoorkampioen. Hij nam tweemaal deel aan de Olympische Spelen.

## Loopbaan
Fasuba won op de Olympische Spelen van Athene in 2004 met zijn teamgenoten op de 4 x 100 m estafette een bronzen medaille. In datzelfde jaar won hij op de Afrikaanse kampioenschappen de 100 m.
Begin 2006 werd hij vijfde op de wereldindoorkampioenschappen en tweede op de Gemenebestspelen. Daarna liep Fasuba in Doha op de IAAF Grand Prix in mei met 9,85 s een Afrikaans record. Hij verbrak hiermee het oude record van 9,86, dat sinds 1996 in handen was van Frankie Fredericks.
Ondanks dat hij dit seizoen te kampen had met blessures, prolongeerde hij zijn titel op de Afrikaanse kampioenschappen. Voor zijn prestaties werd Fasuba in 2006 verkozen tot Nigeriaans atleet van het jaar.
Op 26 augustus 2007 werd Olusoji Fasuba vierde op de wereldkampioenschappen in Osaka. Hij liep er de 100 m in 10,07. De grootste prestatie van zijn atletiekcarrière behaalde hij in 2008, door in het Spaanse Valencia de wereldtitel op de 60 m te veroveren. Op de Olympische Spelen van 2008 in Peking sneuvelde hij in de kwartfinale van de 100 m met een tijd van 10,21.

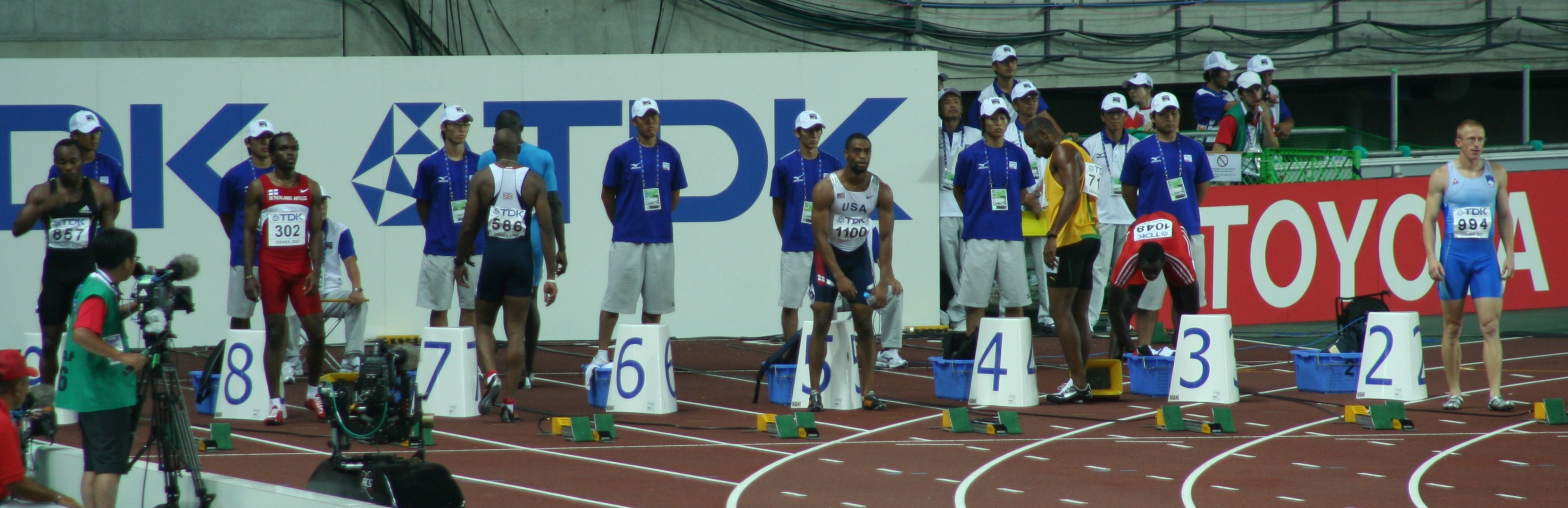
Fasuba (uiterst links) voor de finale van de 100 m op het wereldkampioenschappen in Osaka, 26 aug 2007

## Titels
- Wereldindoorkampioen 60 m - 2008
- Afrikaans kampioen 100 m - 2004, 2006, 2008
- Nigeriaans kampioen 100 m - 2006

## Persoonlijke records
Outdoor
| Onderdeel | Prestatie   | Datum            | Plaats  |
| --------- | ----------- | ---------------- | ------- |
| 100 m     | 9,85 s (AR) | 12 mei 2006      | Doha    |
| 200 m     | 20,52 s     | 3 september 2004 | Brussel |

Indoor
| Onderdeel | Prestatie | Datum            | Plaats    |
| --------- | --------- | ---------------- | --------- |
| 50 m      | 5,76 s    | 28 februari 2004 | Liévin    |
| 60 m      | 6,49 s    | 3 februari 2007  | Stuttgart |

## Palmares

### 60 m
- 2006: 5e WK indoor - 6,58 s
- 2008:  WK indoor - 6,51 s

### 100 m
- 2004:  Afrikaanse kamp. - 10,21 s
- 2006:  Afrikaanse kamp. - 10,37 s
- 2006:  Gemenebestspelen - 10,11 s
- 2007: 4e WK - 10,07 s
- 2008:  Afrikaanse kamp. - 10,10 s